# Gintrac
Pour les articles homonymes, voir Jean-Louis Gintrac.
Gintrac est une commune française, située dans le nord du département du Lot en région Occitanie.
La commune possède un patrimoine naturel remarquable : un site Natura 2000 (la « vallée de la Dordogne quercynoise »), deux espaces protégés (le « cours lotois de la Dordogne » et le « géoparc des causses du Quercy ») et cinq zones naturelles d'intérêt écologique, faunistique et floristique.

## Géographie

### Localisation
La commune est située en Quercy, dans le causse de Gramat, le plus vaste et le plus sauvage des quatre causses du Quercy.
Elle s'étend de la Dordogne au nord (île des Escouanes, longue de 4 km), jusqu'aux abords du gouffre de Padirac au sud.
Le village est niché dans un cirque de falaises.
Il  fait partie de l'aire d'attraction de Biars-sur-Cère - Saint-Céré

### Communes limitrophes
Les communes limitrophes sont Carennac, Loubressac, Miers, Padirac, Prudhomat et Tauriac.
|          | Tauriac | Prudhomat  |
| Carennac | Gintrac | Loubressac |
| Miers    | Padirac |            |

### Hydrographie
Incluse dans le bassin de la Dordogne, la commune est drainée par la Dordogne et par un autre cours d'eau.

### Climat
Pour des articles plus généraux, voir Climat de l'Occitanie et Climat du Lot.
En 2010, le climat de la commune est de type climat océanique altéré, selon une étude s'appuyant sur une série de données couvrant la période 1971-2000. En 2020, Météo-France publie une typologie des climats de la France métropolitaine dans laquelle la commune est dans une zone de transition entre le climat océanique altéré et le climat de montagne ou de marges de montagne et est dans la région climatique Ouest et nord-ouest du Massif Central, caractérisée par une pluviométrie annuelle de 900 à 1 500 mm, maximale en automne et en hiver.
Pour la période 1971-2000, la température annuelle moyenne est de 13,1 °C, avec une amplitude thermique annuelle de 15,9 °C. Le cumul annuel moyen de précipitations est de 1 065 mm, avec 10,9 jours de précipitations en janvier et 6,8 jours en juillet. Pour la période 1991-2020, la température moyenne annuelle observée sur la station météorologique la plus proche, située sur la commune de Camps-Saint-Mathurin-Léobazel à 20 km à vol d'oiseau, est de 11,1 °C et le cumul annuel moyen de précipitations est de 1 432,2 mm,. Pour l'avenir, les paramètres climatiques de la commune estimés pour 2050 selon différents scénarios d’émission de gaz à effet de serre sont consultables sur un site dédié publié par Météo-France en novembre 2022.

### Milieux naturels et biodiversité

#### Espaces protégés
La protection réglementaire est le mode d’intervention le plus fort pour préserver des espaces naturels remarquables et leur biodiversité associée,.
La commune est dans le périmètre du « géoparc des causses du Quercy », classé Géoparc en mai 2017 et appartenant dès lors au réseau mondial des Géoparcs, soutenu par l’UNESCO,.
La commune fait également partie du bassin de la Dordogne, un territoire  reconnu réserve de biosphère par l'UNESCO en juillet 2012,.
Un  autre espace protégé est présent sur la commune, le « cours lotois de la Dordogne », objet d'un arrêté de protection de biotope, d'une superficie de 569,6 ha.

#### Réseau Natura 2000

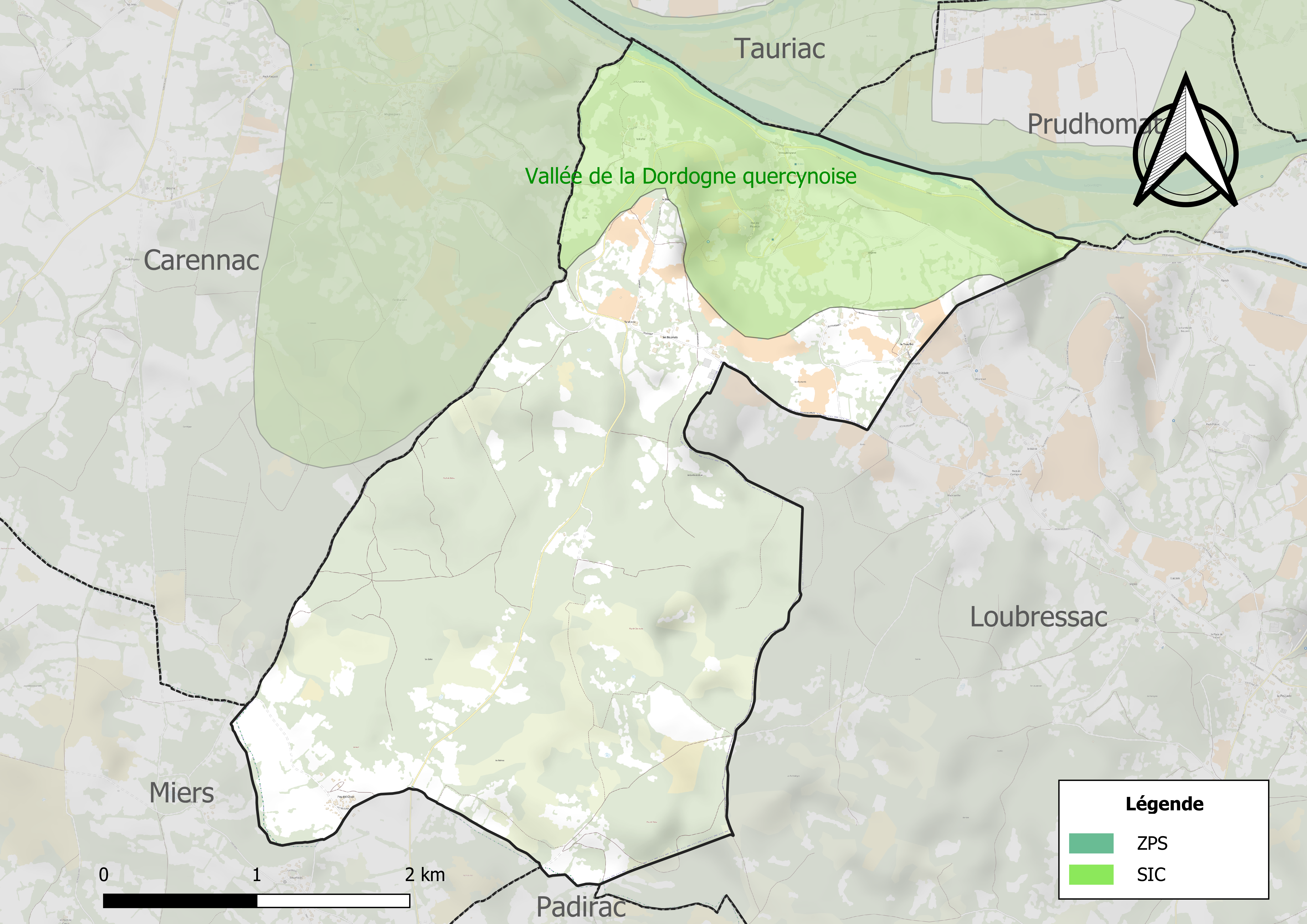
Site Natura 2000 sur le territoire communal.

Le réseau Natura 2000 est un réseau écologique européen de sites naturels d'intérêt écologique élaboré à partir des directives habitats et oiseaux, constitué de zones spéciales de conservation (ZSC) et de zones de protection spéciale (ZPS).
Un site Natura 2000 a été défini sur la commune au titre de la directive habitats : la « vallée de la Dordogne quercynoise », d'une superficie de 5 567 ha, qui présente des milieux aquatiques d'intérêt majeur et de un important éventail des milieux alluviaux qui abritent, outre un nombre significatif d'espèces de l'annexe II, de nombreuses espèces localisées à rares aux niveaux régional ou national.

#### Zones naturelles d'intérêt écologique, faunistique et floristique
L’inventaire des zones naturelles d'intérêt écologique, faunistique et floristique (ZNIEFF) a pour objectif de réaliser une couverture des zones les plus intéressantes sur le plan écologique, essentiellement dans la perspective d’améliorer la connaissance du patrimoine naturel national et de fournir aux différents décideurs un outil d’aide à la prise en compte de l’environnement dans l’aménagement du territoire.
Deux ZNIEFF de type 1 sont recensées sur la commune :
- « la Dordogne quercynoise » (2 081 ha), couvrant 24 communes dont deux en Corrèze, deux en Dordogne et vingt dans le Lot[19], qui comprend de nombreuses espèces déterminantes (soixante-six  animales et cinquante végétales) ;
- les « pelouses sèches et bois de la partie Nord du causse de Gramat et rivière souterraine de Padirac » (3 605 ha), couvrant 10 communes du département[20]

et trois ZNIEFF de type 2, : 
- le « cours inférieur de la Bave » (56 ha), couvrant 8 communes du département[21] ;
- le « plateau et bassin d'alimentation du système karstique de Padirac » (10 133 ha), couvrant 11 communes du département[22] ;
- la « vallée de la Dordogne quercynoise » (8 758 ha), couvrant 28 communes[Note 4] : deux en Corrèze, deux en Dordogne et vingt-quatre dans le Lot[23].

Carte des ZNIEFF de type 1 et 2 à Gintrac.
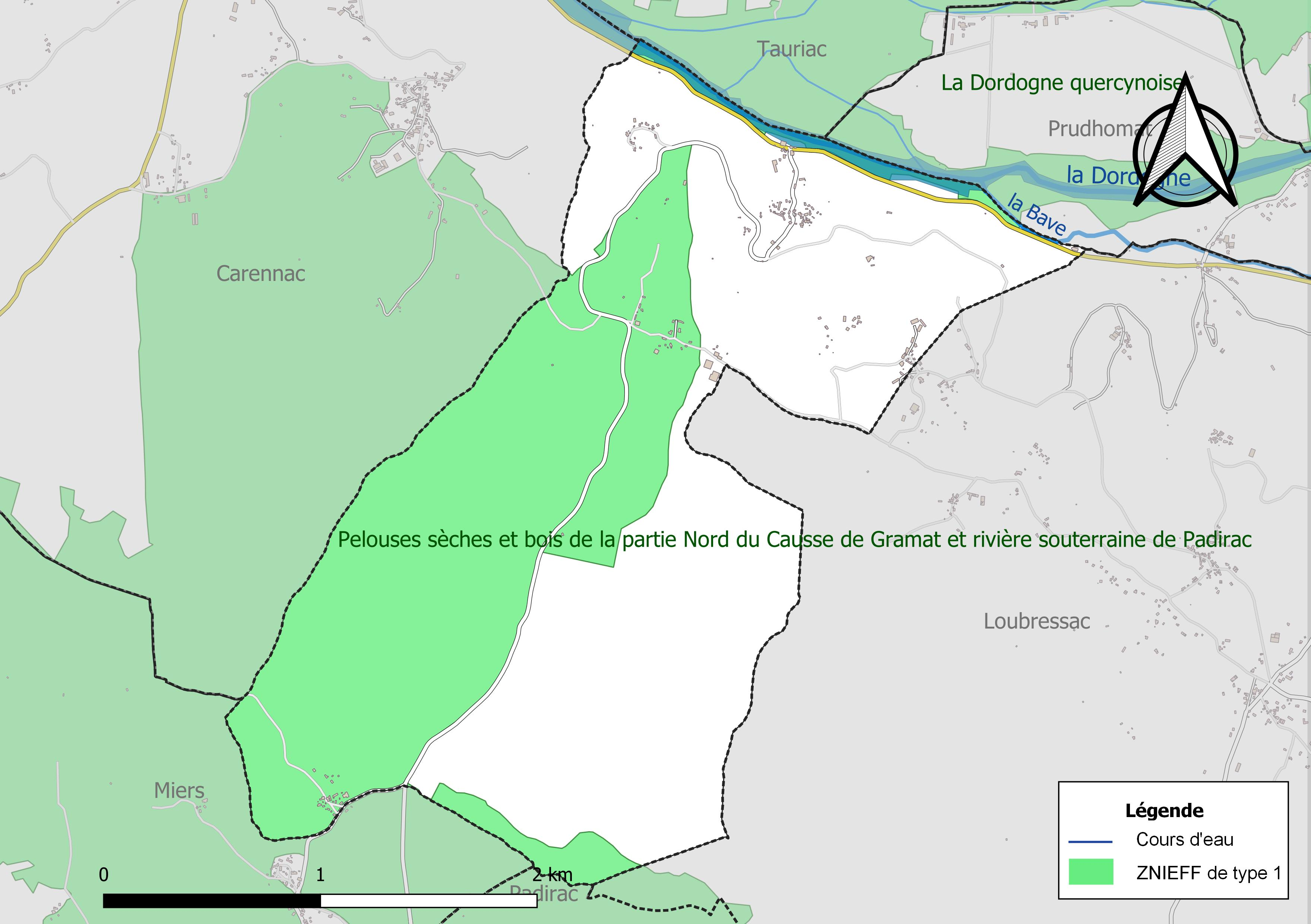
Carte des ZNIEFF de type 1 sur la commune.
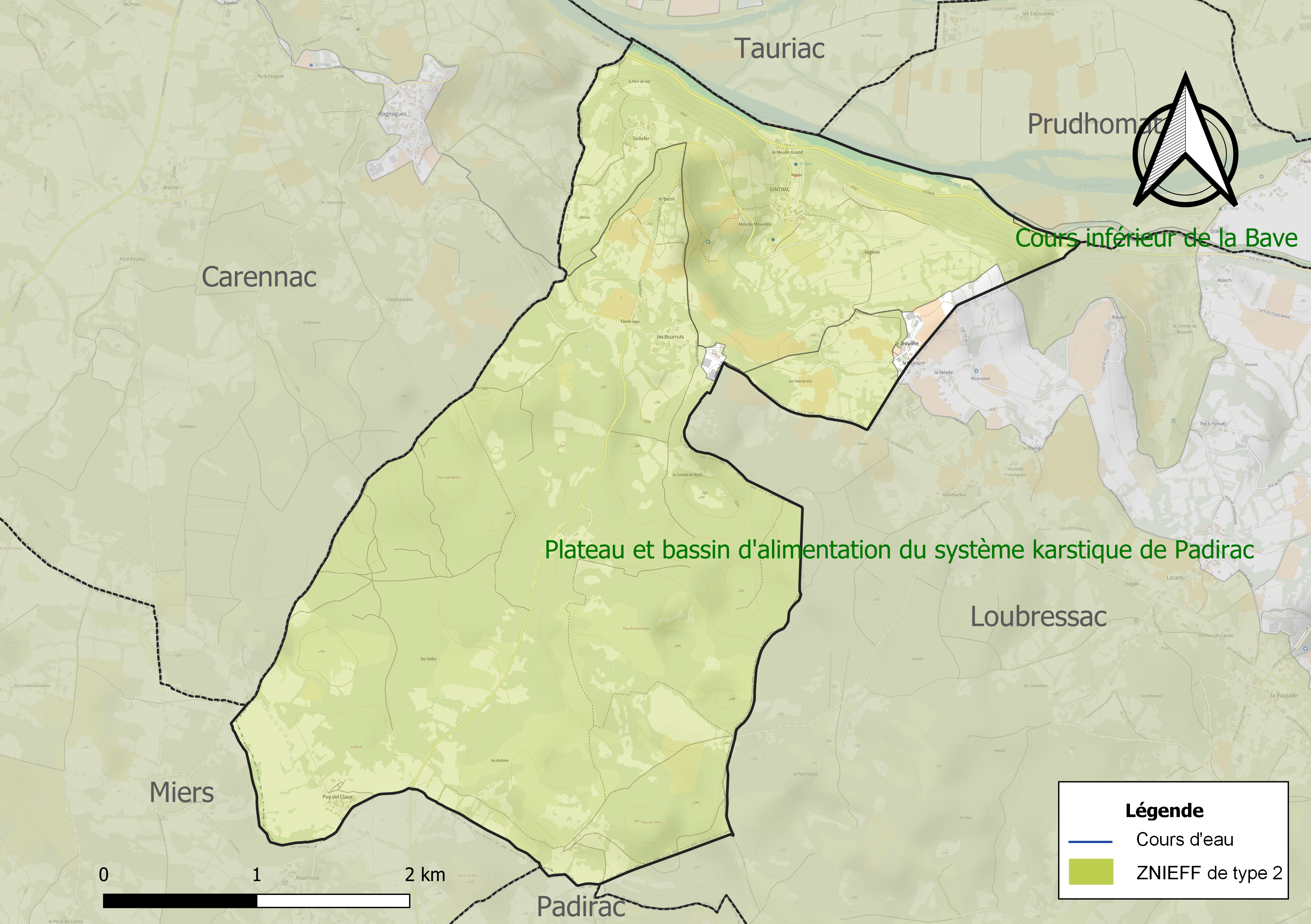
Carte des ZNIEFF de type 2 sur la commune.

## Urbanisme

### Typologie
Au 1er janvier 2024, Gintrac est catégorisée commune rurale à habitat très dispersé, selon la nouvelle grille communale de densité à sept niveaux définie par l'Insee en 2022.
Elle est située hors unité urbaine. Par ailleurs la commune fait partie de l'aire d'attraction de Biars-sur-Cère - Saint-Céré, dont elle est une commune de la couronne,. Cette aire, qui regroupe 49 communes, est catégorisée dans les aires de moins de 50 000 habitants,.

### Occupation des sols

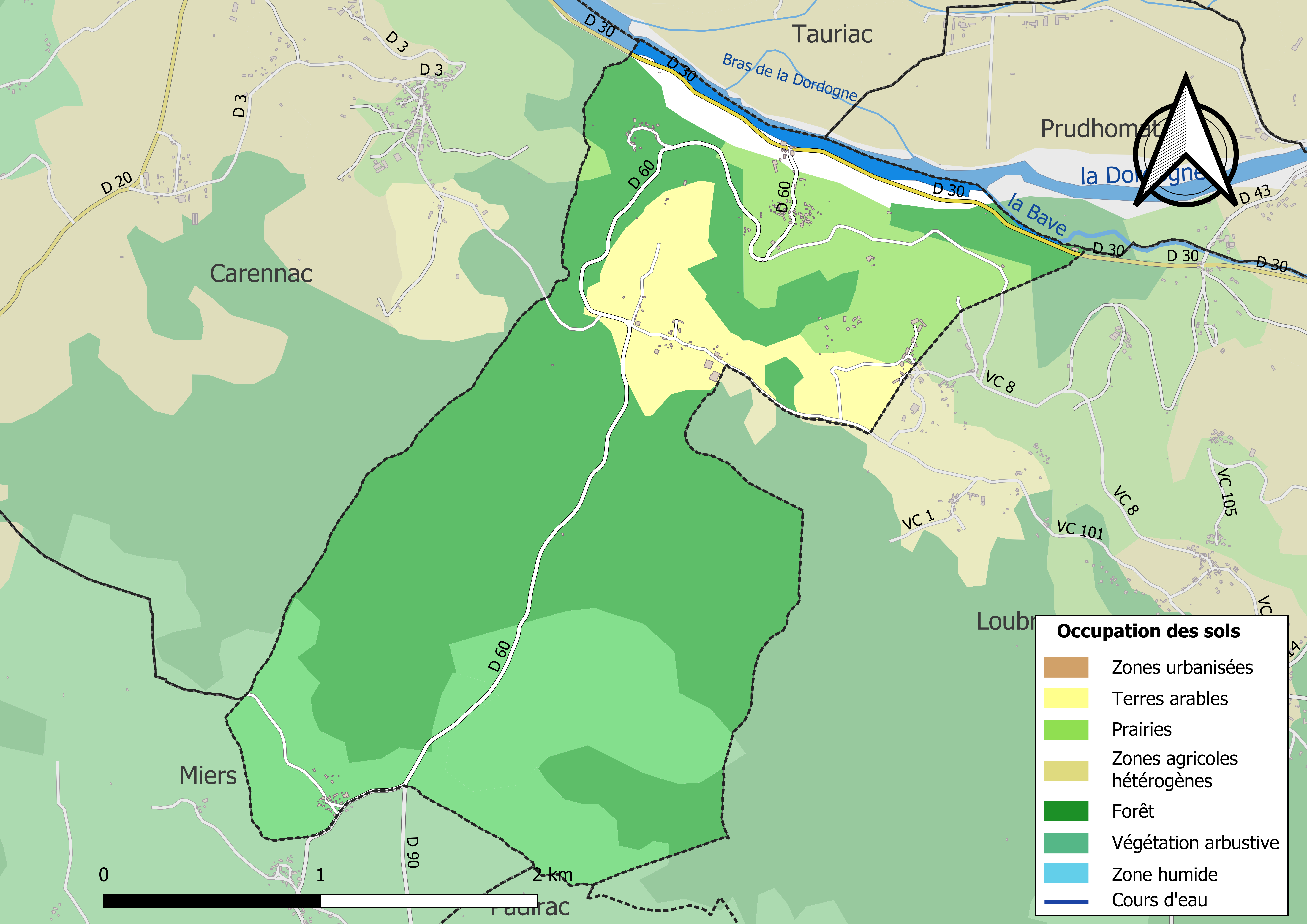
Carte des infrastructures et de l'occupation des sols de la commune en 2018 (CLC).

L'occupation des sols de la commune, telle qu'elle ressort de la base de données européenne d’occupation biophysique des sols Corine Land Cover (CLC), est marquée par l'importance des forêts et milieux semi-naturels (76,4 % en 2018), une proportion sensiblement équivalente à celle de 1990 (76,7 %). La répartition détaillée en 2018 est la suivante : 
forêts (54,2 %), milieux à végétation arbustive et/ou herbacée (22,3 %), prairies (10,4 %), cultures permanentes (9,4 %), eaux continentales (3,8 %). L'évolution de l’occupation des sols de la commune et de ses infrastructures peut être observée sur les différentes représentations cartographiques du territoire : la carte de Cassini (XVIIIe siècle), la carte d'état-major (1820-1866) et les cartes ou photos aériennes de l'IGN pour la période actuelle (1950 à aujourd'hui).

### Habitat et logement
En 2020, le nombre total de logements dans la commune était de 79, alors qu'il était de 74 en 2010 et 2015.
Parmi ces logements, 62,2 % étaient des résidences principales, 26,1 % des résidences secondaires et 11,7 % des logements vacants. Ces logements étaient pour 96,1 % d'entre eux des maisons individuelles et pour 3,9 % des appartements.
Le tableau ci-dessous présente la typologie des logements à Gintrac en 2020 en comparaison avec celle du Lot et de la France entière. Une caractéristique marquante du parc de logements est ainsi une proportion de résidences secondaires et logements occasionnels (26,1 %) supérieure à celle du département (18,4 %) et à celle de la France entière (9,7 %). Concernant le statut d'occupation de ces logements, 68,8 % des habitants de la commune sont propriétaires de leur logement (69,2 % en 2015), contre 69,9 % pour le Lot et 57,5 pour la France entière.
| Typologie                                               | Gintrac | Lot  | France entière |
| ------------------------------------------------------- | ------- | ---- | -------------- |
| Résidences principales (en %)                           | 62,2    | 70,9 | 82,1           |
| Résidences secondaires et logements occasionnels (en %) | 26,1    | 18,4 | 9,7            |
| Logements vacants (en %)                                | 11,7    | 10,7 | 8,2            |

### Risques naturels et technologiques
Le territoire de la commune de Gintrac est vulnérable à différents aléas naturels : météorologiques (tempête, orage, neige, grand froid, canicule ou sécheresse), inondations, feux de forêts, mouvements de terrains et séisme (sismicité très faible). Il est également exposé à un risque technologique, la rupture d'un barrage. Un site publié par le BRGM permet d'évaluer simplement et rapidement les risques d'un bien localisé soit par son adresse soit par le numéro de sa parcelle.

#### Risques naturels
Certaines parties du territoire communal sont susceptibles d’être affectées par le risque d’inondation par débordement de cours d'eau, notamment la Dordogne. La cartographie des zones inondables en ex-Midi-Pyrénées réalisée dans le cadre du XIe Contrat de plan État-région, visant à informer les citoyens et les décideurs sur le risque d’inondation, est accessible sur le site de la DREAL Occitanie. La commune a été reconnue en état de catastrophe naturelle au titre des dommages causés par les inondations et coulées de boue survenues en 1982, 1989 et 1999,.
Gintrac est exposée au risque de feu de forêt. Un plan départemental de protection des forêts contre les incendies a été approuvé par arrêté préfectoral le 30 novembre 2015 pour la période 2015-2025. Les propriétaires doivent ainsi couper les broussailles, les arbustes et les branches basses sur une profondeur de 50 mètres, aux abords des constructions, chantiers, travaux et installations de toute nature, situées à moins de 200 mètres de terrains en nature
de bois, forêts, plantations, reboisements, landes ou friches. Le brûlage des déchets issus de l’entretien des parcs et jardins des ménages et des collectivités est interdit. L’écobuage est également interdit, ainsi que les feux de type méchouis et barbecues, à l’exception de ceux prévus dans des installations fixes (non situées sous couvert d'arbres) constituant une dépendance d'habitation.

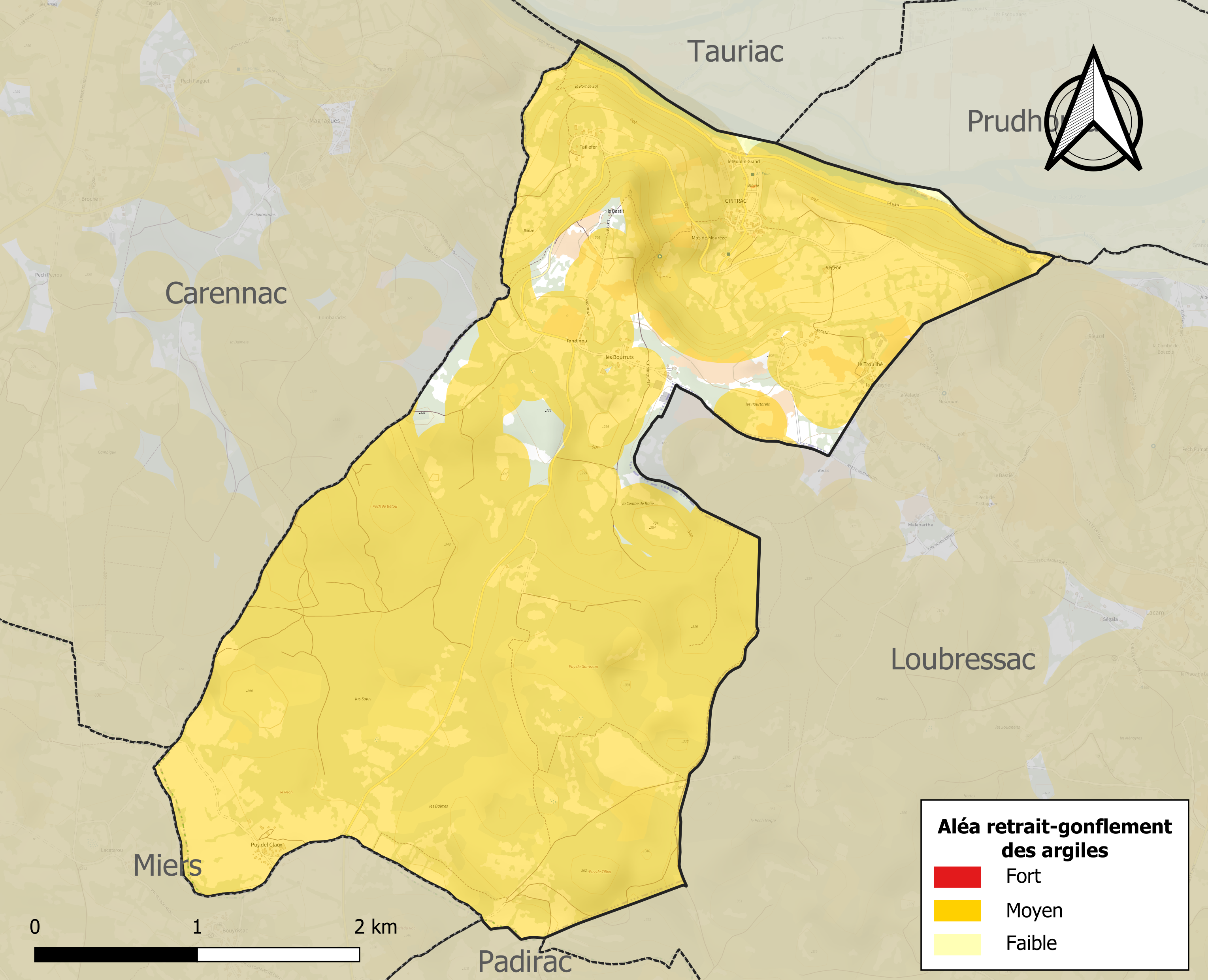
Carte des zones d'aléa retrait-gonflement des sols argileux de Gintrac.

Les mouvements de terrains susceptibles de se produire sur la commune sont des affaissements et effondrements liés aux cavités souterraines (hors mines), des éboulements, chutes de pierres et de blocs et des glissements de terrain. Par ailleurs, afin de mieux appréhender le risque d’affaissement de terrain, l'inventaire national des cavités souterraines permet de localiser celles situées sur la commune.
Le retrait-gonflement des sols argileux est susceptible d'engendrer des dommages importants aux bâtiments en cas d’alternance de périodes de sécheresse et de pluie. 95,1 % de la superficie communale est en aléa moyen ou fort (67,7 % au niveau départemental et 48,5 % au niveau national). Sur les 73 bâtiments dénombrés sur la commune en 2019, 71 sont en aléa moyen ou fort, soit 97 %, à comparer aux 72 % au niveau départemental et 54 % au niveau national. Une cartographie de l'exposition du territoire national au retrait gonflement des sols argileux est disponible sur le site du BRGM,.
Par ailleurs, afin de mieux appréhender le risque d’affaissement de terrain, l'inventaire national des cavités souterraines permet de localiser celles situées sur la commune.
Concernant les mouvements de terrains, la commune a été reconnue en état de catastrophe naturelle au titre des dommages causés par des mouvements de terrain en 1999.

#### Risques technologiques
La commune est en outre située en aval des barrages de Saint-Étienne-Cantalès et de Bort-les-Orgues, des ouvrages de classe A disposant d'une retenue de respectivement 133 millions et 477 millions de mètres cubes,. À ce titre elle est susceptible d’être touchée par l’onde de submersion consécutive à la rupture d'un de ces ouvrages.

## Toponymie
Attestée sous la forme Gintraco dans un document de 1287.
Le toponyme Gintrac est basé sur un anthroponyme germanique Gindo. La terminaison -ac est issue du suffixe gaulois -acon (lui-même du celtique commun *-āko-), souvent latinisé en -acum dans les textes.

## Histoire

### Moyen Âge
Le village de Gintrac a été assiégé par les Anglais au XIIIe siècle.
Il existe très peu d'archives concernant les ruines du château de Taillefer qui domine le village. Il aurait été une commanderie de l'ordre du Temple, et aurait également fait fonction de léproserie. On raconte que ses habitants communiquaient à l'aide de signaux solaires avec les seigneurs du château de Turenne dans la Corrèze au sud de Brive, et ceux du château de Castelnau-Bretenoux dans la vallée de la Dordogne.
Le château de Taillefer aurait été aussi une ancienne commanderie hospitalière des Hospitaliers de l'ordre de Saint-Jean de Jérusalem qui y auraient installé une léproserie.

### Temps modernes
Pendant les guerres de religion le château a été occupé par les troupes protestantes des capitaines Bessonies et Duras. La tradition locale dit que les religieuses présentes dans ces lieux auraient été mises dans des sacs avec des chats et précipitées dans le vide. Puis le château semble avoir été abandonné,,.

### Révolution française et Empire
Pendant la Révolution française, le village de Loubressac a été rattaché à Gintrac[réf. nécessaire].

## Politique et administration

### Rattachements administratifs et électoraux

#### Rattachements administratifs
La commune se trouve  dans l'arrondissement de Figeac du département du lot.
Elle faisait partie depuis 1793 du canton de Bretenoux. Dans le cadre du redécoupage cantonal de 2014 en France, cette circonscription administrative territoriale a disparu, et le canton n'est plus qu'une circonscription électorale.

#### Rattachements électoraux
Pour les élections départementales, la commune fait partie depuis 2014 du canton de Cère et Ségala
Pour l'élection des députés, elle fait partie de la deuxième circonscription du Lot.

### Intercommunalité
Gintrac était membre de la communauté de communes Cère et Dordogne, un établissement public de coopération intercommunale (EPCI) à fiscalité propre créé fin 1993 et auquel la commune avait transféré un certain nombre de ses compétences, dans les conditions déterminées par le code général des collectivités territoriales.
Dans le cadre des dispositions de la loi portant nouvelle organisation territoriale de la République du 7 août 2015, qui prévoit que les établissements publics de coopération intercommunale (EPCI) à fiscalité propre doivent avoir un minimum de 15 000 habitants, et en exécution de la révision du schéma départemental de coopération intercommunale,, cette petite intercommunalité a fusionné le 1er janvier 2017, au sein de la communauté de communes Causses et Vallée de la Dordogne, dont est désormais membre la commune.

### Liste des maires
| Période | Période  | Identité               | Étiquette | Qualité |
| ------- | -------- | ---------------------- | --------- | --- |
| 1794    | 1799     | Antoine Bel            |           | |
| 1800    | 1813     | Jean Lacrozille        |           | |
| 1813    | 1815     | Pierre Marbot          |           | |
| 1815    | 1821     | Jean Baptiste Ayrolle  |           | |
| 1821    | 1831     | Pierre Marbot          |           | |
| 1831    | 1840     | Jean Salgues           |           | |
| 1840    | 1845     | Armand Marbot          |           | |
| 1846    | 1866     | Charles Lacrozille     |           | |
| 1866    | 1869     | Eugène Marbot          |           | |
| 1869    | 1874     | Armand Marbot          |           | |
| 1874    | 1876     | Pierre Escudie         |           | |
| 1876    | 1887     | Firmin Marcellin Jayle |           | |
| 1887    | 1892     | Antony Poux            |           | |
| 1892    | 1896     | Alphonse Pradayral     |           | |
| 1896    | 1900     | Jean Pierre Vailles    |           | |
|         |          |                        |           | |
| 1971    |          | Maurou                 | PCF       | |
|         |          |                        |           | |
| 2001    | 2014     | Guy Sirieys            |           | |
| 2014    | 2024     | Christophe Proença     | PS        | Enseignant en Sciences de l’ingénieur Député du Lot (2024 → ) Conseiller départemental de Cère et Ségala (2018 → ) Vice-président du conseil départemental du Lot (2021 → 2024) Président de la CC Causses et Vallée de la Dordogne (2023 → 2024) Réélu pour le mandat 2020-2026, |
| 2024    | En cours | Olivier Fregeac        |           | |

## Population et société
Les habitants sont appelés les Gintracois ou  Gintracoises.

### Démographie
L'évolution du nombre d'habitants est connue à travers les recensements de la population effectués dans la commune depuis 1793. Pour les communes de moins de 10 000 habitants, une enquête de recensement portant sur toute la population est réalisée tous les cinq ans, les populations de référence des années intermédiaires étant quant à elles estimées par interpolation ou extrapolation. Pour la commune, le premier recensement exhaustif entrant dans le cadre du nouveau dispositif a été réalisé en 2007.

En 2022, la commune comptait 95 habitants, en évolution de −9,52 % par rapport à 2016 (Lot : +1,31 %, France hors Mayotte : +2,11 %).
| 1793 | 1800 | 1806 | 1821 | 1831 | 1836 | 1841 | 1846 | 1851 |
| ---- | ---- | ---- | ---- | ---- | ---- | ---- | ---- | ---- |
| 400  | 460  | 516  | 403  | 439  | 433  | 413  | 420  | 428  |

| 1856 | 1861 | 1866 | 1872 | 1876 | 1881 | 1886 | 1891 | 1896 |
| ---- | ---- | ---- | ---- | ---- | ---- | ---- | ---- | ---- |
| 402  | 386  | 359  | 370  | 342  | 324  | 299  | 281  | 254  |

| 1901 | 1906 | 1911 | 1921 | 1926 | 1931 | 1936 | 1946 | 1954 |
| ---- | ---- | ---- | ---- | ---- | ---- | ---- | ---- | ---- |
| 248  | 208  | 213  | 189  | 173  | 164  | 146  | 102  | 97   |

| 1962 | 1968 | 1975 | 1982 | 1990 | 1999 | 2006 | 2007 | 2012 |
| ---- | ---- | ---- | ---- | ---- | ---- | ---- | ---- | ---- |
| 91   | 85   | 70   | 88   | 89   | 85   | 104  | 107  | 113  |

| 2017 | 2022 | - | - | - | - | - | - | - |
| ---- | ---- | - | - | - | - | - | - | - |
| 103  | 95   | - | - | - | - | - | - | - |

Gintrac est une commune rurale qui compte 95 habitants en 2022, après avoir connu un pic de population de 516 habitants en 1806

## Économie

### Emploi
|                | 2008  | 2013  | 2018  |
| -------------- | ----- | ----- | ----- |
| Commune        | 4,4 % | 4,3 % | 3,1 % |
| Département    | 7,3 % | 8,9 % | 9,6 % |
| France entière | 8,3 % | 10 %  | 10 %  |

En 2018, la population âgée de 15 à 64 ans s'élève à 65 personnes, parmi lesquelles on compte 84,4 % d'actifs (81,2 % ayant un emploi et 3,1 % de chômeurs) et 15,6 % d'inactifs,. Depuis 2008, le taux de chômage communal (au sens du recensement) des 15-64 ans est inférieur à celui de la France et du département.
La commune fait partie de la couronne de l'aire d'attraction de Biars-sur-Cère - Saint-Céré, du fait qu'au moins 15 % des actifs travaillent dans le pôle,. Elle compte 24 emplois en 2018, contre 28 en 2013 et 34 en 2008. Le nombre d'actifs ayant un emploi résidant dans la commune est de 54, soit un indicateur de concentration d'emploi de 45,3 % et un taux d'activité parmi les 15 ans ou plus de 61,1 %.
Sur ces 54 actifs de 15 ans ou plus ayant un emploi, 9 travaillent dans la commune, soit 17 % des habitants. Pour se rendre au travail, 94,3 % des habitants utilisent un véhicule personnel ou de fonction à quatre roues, 1,9 % s'y rendent en deux-roues, à vélo ou à pied et 3,8 % n'ont pas besoin de transport (travail au domicile).

### Activités hors agriculture
9 établissements sont implantés  à Gintrac au 31 décembre 2019.
Le secteur des activités spécialisées, scientifiques et techniques et des activités de services administratifs et de soutien est prépondérant sur la commune puisqu'il représente 55,6 % du nombre total d'établissements de la commune (5 sur les 9 entreprises implantées  à Gintrac), contre 13,5 % au niveau départemental.

### Agriculture
|               | 1988 | 2000 | 2010 | 2020 |
| ------------- | ---- | ---- | ---- | ---- |
| Exploitations | 12   | 15   | 5    | 4    |
| SAU (ha)      | 243  | 399  | 439  | 439  |

La commune est dans la vallée de la Dordogne », une petite région agricole occupant du petite partie (7 communes) du nord du territoire du département du Lot. En 2020, l'orientation technico-économique de l'agriculture  sur la commune est la polyculture et/ou le polyélevage. Quatre exploitations agricoles ayant leur siège dans la commune sont dénombrées lors du recensement agricole de 2020 (12 en 1988). La superficie agricole utilisée est de 439 ha,,.

## Culture locale et patrimoine

### Lieux et monuments
- Église Saint-Martin de Gintrac. L'édifice est référencé dans la base Mérimée et à l'Inventaire général Région Occitanie[55].
- Le château de Taillefer : les ruines du château de Taillefer, sur le causse à l'extrémité du cirque de falaises, dominent le village et les rives de la Dordogne[56]. 
Malheureusement, il subsiste très peu d'archives sur ce site. 
Depuis ces ruines, on peut « voir trois châteaux et sept clochers » : les trois châteaux sont Castelnau-Bretenoux, Saint-Laurent-les-Tours, et Montal. Il permettait de surveiller la navigation sur la Dordogne, les mouvements sur les chemins de pèlerinages dans la plaine et la circulation sur la route du sel. 
Le château aurait pu être à l'origine un repaire du seigneur de Loubressac, futur baron de Gramat.

## Pour approfondir